# Élections municipales de 2008 dans l'Ardèche
Les élections municipales françaises de 2008 ont eu lieu le 9 et 16 mars 2008. Le département de l'Ardèche comptait 339 communes, dont 11 de plus de 3 500 habitants où les conseillers municipaux étaient élus selon un scrutin de liste avec représentation proportionnelle.

## Maires élus
Les maires élus à la suite des élections municipales dans les communes de plus de 3 000 habitants :
| Communes            | Population | Maire élu en 2001  | Parti | Parti | Maire élu            | Parti | Parti |
| ------------------- | ---------- | ------------------ | ----- | ----- | -------------------- | ----- | ----- |
| Annonay             | 17 088     | Gérard Weber       |       | UMP   | Olivier Dussopt      |       | PS    |
| Aubenas             | 11 773     | Jeanne Chaussabel  |       | UMP   | Jean-Pierre Constant |       | UMP   |
| Guilherand-Granges  | 10 716     | Henri-Jean Arnaud  |       | UMP   | Mathieu Darnaud      |       | UMP   |
| Tournon-sur-Rhône   | 10 582     | Jean Pontier       |       | PRG   | Frédéric Sausset     |       | UMP   |
| Privas              | 8 624      | Michel Valla       |       | UMP   | Yves Chastan         |       | PS    |
| Le Teil             | 7 953      | Christian Lavis    |       | UMP   | Olivier Peverelli    |       | PS    |
| Bourg-Saint-Andéol  | 7 390      | Serge Martinez     |       | PS    | Serge Martinez       |       | PS    |
| Saint-Péray         | 7 091      | Jean-Paul Lasbroas |       | DVG   | Jean-Paul Lasbroas   |       | DVG   |
| La Voulte-sur-Rhône | 4 976      | Marc Bolomey       |       | PS    | Marc Bolomey         |       | PS    |
| Viviers (Ardèche)   | 3 841      | François Louvet    |       | EELV  | François Louvet      |       | EELV  |
| Vals-les-Bains      | 3 716      | Jean-Claude Flory  |       | UMP   | Jean-Claude Flory    |       | UMP   |
| Le Cheylard         | 3 341      | Jacques Chabal     |       | UMP   | Jacques Chabal       |       | UMP   |

### Résultats en nombre de maires
| Partis       | Partis                            | Maires sortants | Maires élus | Évolution     |
| ------------ | --------------------------------- | --------------- | ----------- | ------------- |
|              | Union pour un mouvement populaire | 7               | 5           | 2             |
| Total droite | Total droite                      | 7               | 5           | 2             |
|              | Parti socialiste                  | 2               | 5           | 3             |
|              | Parti radical de gauche           | 1               | 0           | 1             |
|              | EELV                              | 1               | 1           | en stagnation |
|              | DVG                               | 1               | 1           | en stagnation |
| Total gauche | Total gauche                      | 5               | 7           | 2             |
| Total        | Total                             | 12              | 12          | -             |

### Annonay

#### Résultats
- Premier tour

|                 | Liste                     | Nombre de voix | Résultats |    |
| Olivier Dussopt | Union de la gauche PS-PCF | 4 888          | 68,90 %   | 26 |
| Raymond Signudi | Majorité UMP              | 2 206          | 31,10 %   | 7  |

### Aubenas

#### Résultats
- Premier tour

|                      | Liste          | Nombre de voix | Résultats |            |
| Jean-Pierre Constant | Majorité UMP   | 2 017          | 42,08 %   | Ballottage |
| Max Bouschon         | DVG            | 793            | 16,54 %   | Ballottage |
| Christian Martin     | DVD            | 714            | 14,90 %   | Ballottage |
| Stéphane Alaize      | DVG-centristes | 698            | 14,56 %   | Ballottage |
| Henri Delauche       | PCF            | 571            | 11,91 %   | Ballottage |

- Second tour

|                      | Liste          | Nombre de voix | Résultats | Sièges |
| Jean-Pierre Constant | Majorité UMP   | 2 505          | 52,19 %   | 26     |
| Max Bouschon         | DVG            | 1 009          | 21,02 %   | 3      |
| Stéphane Alaize      | DVG-centristes | 653            | 13,60 %   | 2      |
| Henri Delauche       | PCF            | 633            | 13,19 %   | 2      |

### Bourg-Saint-Andéol

#### Résultats
- Premier tour

|                 | Liste                     | Nombre de voix | Résultats | Sièges |
| Serge Martinez  | Union de la gauche PS-PCF | 1 774          | 50,03 %   | 23     |
| Jean-Marc Serre | Majorité UMP              | 1 772          | 49,97 %   | 6      |

### Guilherand-Granges

#### Résultats
- Premier tour

|                 | Liste                     | Nombre de voix | Résultats | Sièges |
| Mathieu Darnaud | Majorité UMP              | 3 265          | 62,07 %   | 27     |
| Bruno Coulon    | Union de la gauche PS-PCF | 1 995          | 37,93 %   | 6      |

### Privas

#### Résultats
- Premier tour

|                  | Liste                               | Nombre de voix | Résultats | Sièges |
| Yves Chastan     | Union de la gauche PS-PCF-Les Verts | 2 206          | 60,70 %   | 24     |
| Sébastien Michel | Majorité UMP                        | 1 428          | 39,30 %   | 5      |

### Saint-Péray

#### Résultats
- Premier tour

|                     | Liste | Nombre de voix | Résultats | Sièges |
| Valérie Malavieille | DVG   | 2 122          | 100 %     | 29     |

### Le Teil

#### Résultats
- Premier tour

|                  | Liste                     | Nombre de voix | Résultats | Sièges |
| Oliver Péverelli | Union de la gauche PS-PCF | 2 255          | 57,62 %   | 24     |
| Rachel Cotta     | Majorité UMP              | 967            | 25,86 %   | 4      |
| Yves Authouard   | DVG                       | 618            | 16,52 %   | 1      |

### Tournon-sur-Rhône

#### Résultats
- Premier tour

|                  | Liste                               | Nombre de voix | Résultats |            |
| Frédéric Sausset | Majorité UMP                        | 1 635          | 34,63 %   | Ballottage |
| Jean Faure       | Union de la gauche PS-PCF-Les Verts | 1 577          | 33,40 %   | Ballottage |
| Jacques Duclieu  | DVD                                 | 778            | 16,48 %   | Ballottage |
| Gil Serre        | MoDem                               | 732            | 15,50 %   | Ballottage |

- Second tour

|                  | Liste                               | Nombre de voix | Résultats | Sièges |
| Frédéric Sausset | Majorité UMP                        | 2 528          | 52,82 %   | 22     |
| Jean Faure       | Union de la gauche PS-PCF-Les Verts | 2 258          | 47,18 %   | 7      |

### Vals-les-Bains

#### Résultats
- Premier tour

|                   | Liste        | Nombre de voix | Résultats | Sièges |
| Jean-Claude Flory | Majorité UMP | 1 411          | 100 %     | 27     |

### La Voulte-sur-Rhône

#### Résultats
- Premier tour

|              | Liste                     | Nombre de voix | Résultats | Sièges |
| Marc Bolomey | Union de la gauche PS-PCF | 1 224          | 100 %     | 29     |